# 호프 분기
호프 분기(Hopf bifurcation)는 매개변수가 바뀌어 안정해가 불안정해지고 주기해가 나타나는 분기이다. 
오스트리아 출생 독일 수학자 에버하르트 호프(Eberhard Hopf)의 이름을 따왔다.